# Pogradec
Pogradec (alb. Pogradec lub Pogradeci) – miasto w południowo-wschodniej Albanii, stolica okręgu Pogradec w obwodzie Korcza. Miasto jest położone nad Jeziorem Ochrydzkim. Liczba mieszkańców wynosi około 23,7 tys. (2004).